# O. Henry
William Sydney Porter (11. září 1862, Greensboro, USA – 5. června 1910, New York, USA), známý pod svým pseudonymem O. Henry, byl americký spisovatel, jenž se proslavil psaním krátkých povídek o obyčejných lidech. Na konci většiny jeho povídek dochází k překvapivému zvratu děje, což je pravděpodobně jeden z prvků, které zaručily O. Henrymu úspěch.

## Život
William Sydney Porter se narodil ve městě Greensboro v USA. Matka zemřela, když mu byly tři roky. Otec přenechal péči o syna i jeho výchovu tetě Evelině, která byla majitelkou soukromé školy. Pod jejím dohledem získal základní vzdělání a mohl rozvíjet i své záliby, čtení a kreslení. Od čtrnácti let pracoval v drogistickém obchodě svého strýce a zároveň navštěvoval kurs farmaceutické společnosti. V 19 letech se stal lékárníkem, ale na radu lékařů se přestěhoval do Texasu, aby si léčil plicní chorobu. Pracoval na farmě, naučil se jezdit na koni, starat se o dobytek, poznal život honáků dobytka. Navštěvoval však také knihovnu v blízkém městě Cotulla, naučil se základům španělštiny, francouzštiny a němčiny. Začal psát pro zábavu drobné črty a fejetony, které doprovázel obrázky a karikaturami.
V roce 1864 se jeho zdraví zlepšilo natolik, že se mohl vrátit k životu ve městě. Usadil se v Austinu, kde vystřídal několik zaměstnání, nakonec získal místo kresliče na pozemkovém úřadě. Vedl tam aktivní společenský život, byl známý svým vtipem, vyprávěním příběhů a hudebním talentem. Hrál na kytaru i na mandolínu, zpíval v mužském pěveckém sboru.

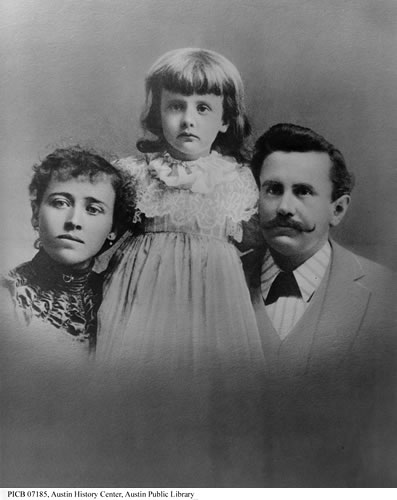
Rodinný portrét Porterů, 90. léta - zleva Athol, dcera Margaret, William

V roce 1887 se oženil s Athol Estesovou, jejich první dítě zemřelo krátce po narození a těžký porod druhé dcery trvale poškodil manželčino zdraví.  Začal pracovat jako pokladník a účetní v První národní bance. Kromě toho nabízel, ne příliš úspěšně, své humoristické glosy a anekdoty do místních časopisů. V roce 1894 založil vlastní časopis The Rolling Stone, ve kterém zveřejňoval články, krátké povídky a kresby. Dostal se však do finančních problémů a když revize v bance zjistila schodek v pokladně a nesrovnalosti v účtech, byl nařčen ze zpronevěry a přišel o práci.  V roce 1895 se s rodinou přestěhoval do Houstonu a začal psát pro časopis Post. Jeho příspěvky si získávaly rostoucí popularitu. Mezitím provedl kontrolu v První národní bance federální bankovní revizor a nařídil jednání před soudem. Porter byl zatčen, ale byl propuštěn na kauci, aby mohl ošetřovat vážně nemocnou manželku. Začátkem července 1896, kdy se měl dostavit k soudu, uprchl do Hondurasu. Strávil tam šest měsíců, během nichž napsal svou první sbírku příběhů. Kvůli nemocné ženě se vrátil zpátky do Texasu, kde se vzdal policii. Manželka Athol zemřela na tuberkulózu v červenci 1897. Porter byl odsouzen na pět let do vězení. Později se objevily různé pochybnosti o jeho vině, poukazovalo se na chyby v řízení banky nebo výši uváděného schodku, avšak okolnosti případu nebylo možno objasnit vzhledem ke ztrátě soudního spisu. 
Ve věznici v Ohiu pracoval jako lékárník a byl ubytován v nemocničním oddělení. Měl dost času na psaní a posílal do časopisů povídky pod různými pseudonymy. Nejznámějším se stal O. Henry, který se poprvé objevil nad příběhem Whistling Dick's Christmas Stocking (Štědrovečerní dárek hvízdajícího Dicka) v prosinci 1899 v čísle ‎‎ ‎‎McClure's Magazine‎‎. O vzniku pseudonymu kolovalo později mnoho dohadů, ale Porter zřejmě použil jméno jednoho z dozorců Orrina Henryho.  Ve vazbě napsal 14 povídek a stal se známým spisovatelem. Po třech letech byl podmínečně propuštěn na svobodu.

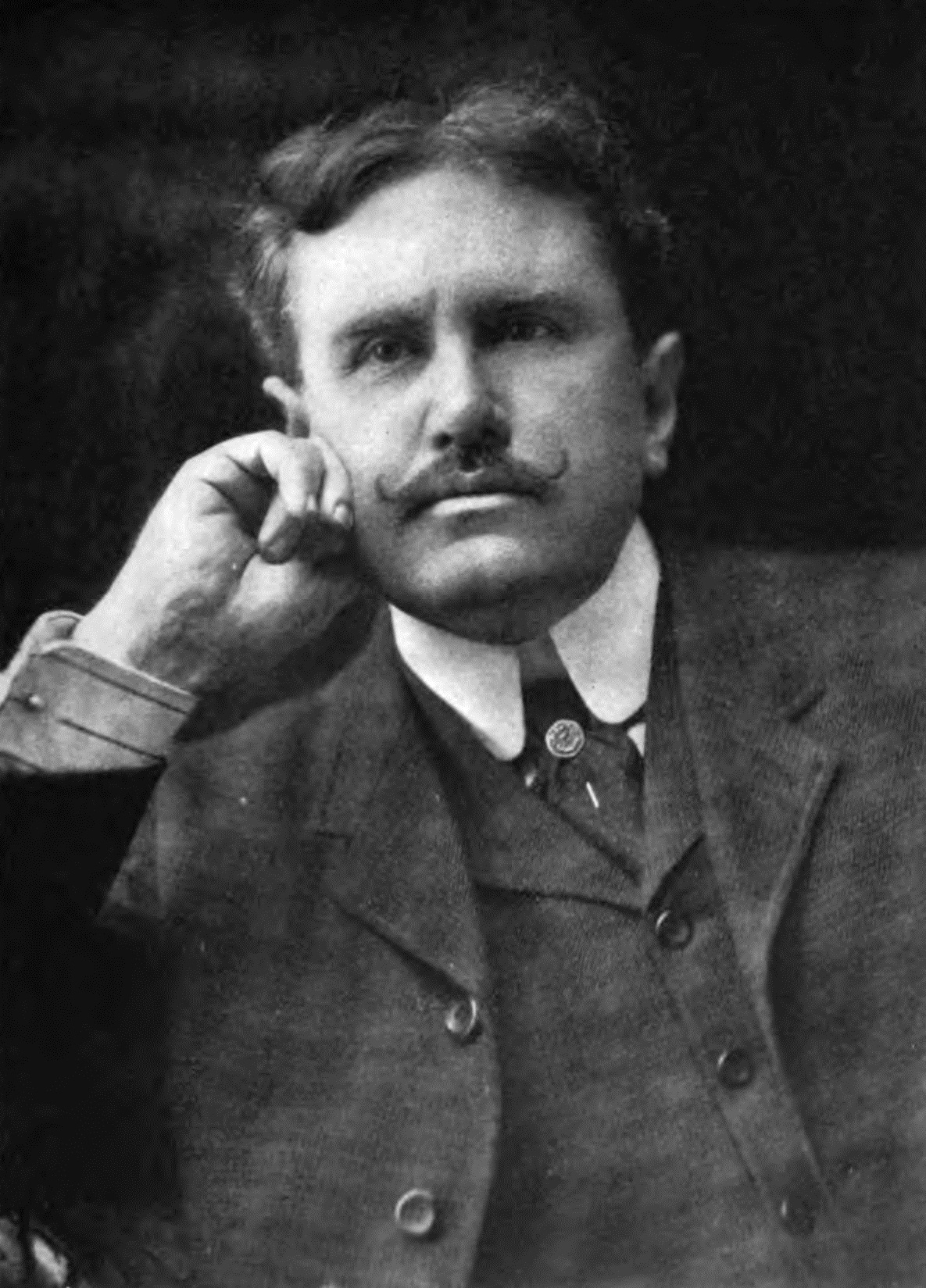
Porter před rokem 1904

Usadil se v Pittsburghu, kde se znovu setkal se svou dcerou Margaret. V roce 1902 se přestěhoval do New Yorku, aby byl blíž svým vydavatelům a dál se věnoval psaní. O jeho povídky měly zájem největší deníky a časopisy. V roce 1904 vyšla pod názvem Zelí a králové (Cabbages and Kings) první sbírka povídek, na které pracoval už ve Střední Americe. V tomto díle, odehrávajícím se ve fiktivní středoamerické republice Anchura, vytvořil O.Henry termín banánová republika. Po dvou letech byla vydána druhá kniha Čtyři milióny (The Four Million) a po ní následovaly další úspěšné tituly. Celkem napsal více než 300 povídek.
V roce 1907 se podruhé oženil se svou dětskou láskou Sarah (Sallie) Lindsey Colemanovou, která ho však po několika měsících opustila. Žil neuspořádaným životem, hodně pil a měl dluhy, přestože se snažil stále pracovat a dodávat povídky pro časopisy. Od roku 1908 se jeho zdravotní stav zhoršoval a to mělo vliv i na jeho psaní, plány na román nerealizoval. O.Henry zemřel v nemocnici v New Yorku roku 1910 na pokročilou cukrovku a jaterní cirhózu, zřejmě způsobenou alkoholismem. Byl pohřben na ‎‎hřbitově Riverside‎‎ Cemetery v ‎‎Asheville v Severní Karolíně‎‎.

## Dílo
O.Henryho literární dílo tvoří téměř výhradně krátké povídky s překvapivou pointou a s bohatou galerií uvěřitelných postav a typů. Často jsou to různí podfukáři a mazaní šejdíři, kteří se snaží vyzrát na druhé, ale ne vždy se jim to daří (Prasečí morálka, Exaktní věda o sňatku, Znalec úspěchu). Řada povídek se odehrává v New Yorku, kde O.Henry při svých toulkách ulicemi a bary poznával lidi v neobvyklých situacích, v nichž rozhodující úlohu hrála náhoda. Životní osudy ho zavedly do různých koutů Spojených států i Střední Ameriky, což mu poskytlo náměty pro příběhy, v nichž vykreslil pestrý obraz společenských poměrů na přelomu 19. a 20. století. Měl dar charakterizační zkratky, anglosaského ironického humoru a dokázal navázat bezprostřední kontakt se čtenářem.
Měl bohatou slovní zásobu, často používal slangové a hovorové výrazy, aby zdůraznil autenticitu prostředí, ve kterém se odehrávaly. To mnohdy způsobovalo potíže při překladu do cizích jazyků. Do češtiny byly O. Henryho povídky překládány už od konce dvacátých let 20. století a vydány v několika sbírkách.

### Výběr z českých překladů
- Bagdad nad podzemní drahou (1928), překlad P.A.Poslušný
- Gentlemani i podfukáři (1936), překlad Josef Mach
- Milování a švindlování v Americe (1939), překlad Josef Mach
- Ze země hvězd, pruhů a dobrodruhů (1940), překlad Josef Mach
- Kaktus a jiné povídky (1958), překlad Arnošt Schulz

- Romance čumilů (1961), překlad Arnošt Schulz, Alois Josef Šťastný
- Zpověď humoristova a jiné povídky (1972), překlad Stanislav V. Klíma
- Jaro na jídelním lístku (1988), překlad Jiří Josek, Stanislav V. Klíma, Rudolf Pellar, Arnošt Schulz, Alois Josef Šťastný, Luba Pellarová
- Harlemská tragédie a jiné povídky (1995), překlad Stanislav V. Klíma
- Paměti žlutého psa a jiné povídky (1995), překlad Stanislav V. Klíma
- Muž ve vyšším postavení (1999), překlad Arnošt Schulz, Alois Josef Šťastný